# Felipe Reynero
Felipe Andrés Reynero Galarce (Santiago, 14 marzo 1989) è un calciatore cileno, centrocampista del Cobresal.